# Kırdım
Kırdım ist ein Dorf (Köy) im Landkreis Pülümür der türkischen Provinz Tunceli. Im Jahr 2011 lebten in Kırdım 41 Menschen.